# Leanne van den Hoek
Leanne van den Hoek (Rotterdam, 21 augustus 1958) was de eerste Nederlandse vrouwelijke opperofficier. Zij werd op 24 augustus 2005 door de staatssecretaris van Defensie, Cees van der Knaap, bevorderd tot brigadegeneraal toen ze commandant werd van het Personeelscommando, Commando Landstrijdkrachten in Den Haag.

## Carrière
Van den Hoek startte haar carrière als militair in 1979 als cadet van het Dienstvak der Intendance op de Koninklijke Militaire Academie.:p429 
Vanaf 1983 vervulde zij in Nederland en Duitsland functies binnen het Dienstvak Intendance.
In 1993 doorliep Van den Hoek de Hogere Krijgsschool, en van 1994 tot 1996 had zij een leidinggevende functie bij de 41e Lichte Brigade in Seedorf.

In 1997 studeerde ze aan de Duitse Führungsacademie, waarna zij werkzaam was bij de Landmachtstaf te Den Haag.

Op 17 juli 2001 werd Van den Hoek al de eerste vrouwelijke bataljonscommandant;:p430 zij werd toen commandant van 200 Bevoorradings- en Transportbataljon te Nunspeet en 't Harde. Hierop volgde een functie als directeur van het Instituut Keuring en Selectie van Defensie.
Van den Hoek werd op 24 augustus 2005 bevorderd tot brigadegeneraal en kreeg de leiding over  het Personeelscommando van het Commando Landstrijdkrachten in Den Haag. Ze was de eerste vrouw die in Nederland tot  opper- of vlagofficier bevorderd werd.

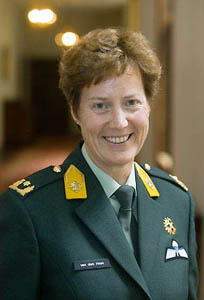
Van den Hoek in 2005 na haar promotie tot brigadegeneraal

Medio 2007 zond Defensie haar uit als contingentscommandant naar Afghanistan. Na terugkomst werd zij Chef Staf van het Commando Landstrijdkrachten. In deze rol voerde ze onder meer een nieuwe structuur en werkwijze in. Van den Hoek gaf daarnaast leiding aan het nieuwe tijdelijke Programmabureau Sourcing van het Ministerie van Defensie, dat onder meer richtlijnen en kaders geeft om bij ondersteunende activiteiten een afweging te kunnen maken tussen zélf doen, samenwerken en uitbesteden.
In januari 2013 werd Van den Hoek commandant van de Divisie Facilitair en Logistiek van het Commando DienstenCentra.
In 2014 werd ze daarnaast kazernecommandant van de Kromhout Kazerne in Utrecht, toen ze die functie overnam van commodore Madelein Spit, de tweede vrouw die in Nederland tot  opper- of vlagofficier bevorderd werd.
Van den Hoek droeg op 4 december 2015 het commando van de commandant van de Divisie Facilitair en Logistiek over aan Brigadegeneraal der Marechaussee Ronald Harmsma en ging met FLO.
Na haar FLO vervulde Van den Hoek diverse functies.

Ze is onder andere sinds september 2016  lid van de op 1 april 2016 ingestelde Nederlandse Sportraad.

Daarnaast is ze onder andere lid van het Comité van Aanbeveling van de Stichting Britt Helpt.

## Decoraties
Herinneringsmedaille Vredesoperaties

 Onderscheidingsteken voor Langdurige Dienst als officier met jaarteken XXX

 Landmachtmedaille

 Kruis voor betoonde marsvaardigheid met cijfer 4

 Vaardigheidsmedaille van de Nederlandse Sport Federatie (NSF)

 NATO Non-Article 5 medaille
Verder is Van den Hoek gerechtigd tot het dragen van:

 Parachutistenbrevet B

 Hogere Militaire Vorming (Hogere Krijgsschool) ('Gouden zon‘)

 Führungsakademie der Bundeswehr Abzeichen (Duitsland)